# 12643 Henkolthof
A 12643 Henkolthof (ideiglenes jelöléssel (12643) 3180 T-2) a Naprendszer kisbolygóövében található aszteroida. Cornelis Johannes van Houten, Ingrid van Houten-Groeneveld és Tom Gehrels fedezte fel 1973. szeptember 30-án.

## Kapcsolódó szócikk
- Kisbolygók listája (12501–13000)